# Arthur Adell
Arthur Adell (* 25. März 1895 in Örtomta; † 24. November 1962 in Uppsala) war ein schwedischer Pfarrer, Theologe und Kirchenmusikschriftsteller.

## Leben und Werk
Adell wurde 1919 ordiniert. Er wirkte zunächst in den Gemeinden von Kloster Vreta und Stjärnorp, ab 1930 als Dompastor in Lund. Seit 1938 wirkte er als Pfarrer an der St.-Laurentii-Kirche in Söderköping.
Adell forschte kirchenmusikalisch hauptsächlich zur schwedischen Reformationszeit. Die Ergebnisse wurden ab Mitte der 1920er Jahre hauptsächlich in der Tidskrift för kyrkomusik och Svenskt gudstjäntsliv (seit 1942 Svenskt gudstjäntsliv) veröffentlicht, die er selbst 1926 gegründet hatte und bis zu seinem Tod leitete. Andere Werke sind Tidebönernas musik, veröffentlicht in Det svenska antifonalet (I–II, 1944 und 1959). Posthum (1963) wurde Adells Lehrbuch der Gregorianik veröffentlicht.
Die Universität Uppsala verlieh ihm 1952 die theologische Ehrendoktorwürde.

## Schriften
- Musikhandskrifter från Högs och Biuråkers kyrkor (1941)
- Evangelisk Tidegärd (1924, zusammen mit Knut Peters)
- Den svenska tidegären (1944, 1952)
- Det svenska Antifonalet I und II (1944 und 1959)
- Gregorianik (Herausgeber: R. Holte, 1963)